# فهردیارمات
فهردیارمات (به مجاری: Fehérgyarmat) یک منطقهٔ مسکونی در مجارستان است که در سابولچ-ساتمار-برگ واقع شده‌است. فهردیارمات ۵۲٫۴۶ کیلومتر مربع مساحت و ۸٬۰۸۹ نفر جمعیت دارد.